# بریتیش امریکن توباکو
بریتیش امریکن توباکو (به انگلیسی: British American Tobacco) که با نام اختصاری بی‌اِی‌تی (به انگلیسی: BAT) نیز شناخته می‌شود، یک شرکت چندملیتی بریتانیایی تولیدکنندهٔ سیگار و تنباکو است که در لندن، پایتخت کشور انگلستان مستقر است.
شرکت بی‌ای‌تی در بیش از ۱۸۰ کشور جهان مشغول به فعالیت است و در بیش از ۵۰ کشور پیشتاز بازار است. چهار نشان تجاری برتر این شرکت از نظر فروش شامل برند بومی دانهیل، و نشان‌های آمریکایی لاکی استرایک، کنت و پال مال هستند. بنسن اند هجز و روتمنز نشان‌های تجاری دیگری هستند که از سوی این شرکت به‌فروش می‌رسند. این شرکت در کشورهایی که نشان‌های تجاری خود را به‌فروش می‌رساند، لزوماً مالک حقوق مادی و معنوی همه این نشان‌های تجاری نیست.

## تاریخچه

### ۱۹۰۲ تا ۲۰۰۰

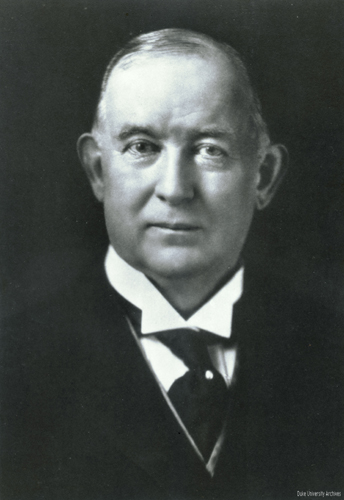
جیمز بیوکنن دوک

این شرکت در سال ۱۹۰۲، پس از آنکه دو شرکت امپریال توباکو پادشاهی متحده و شرکت امریکن توباکو ایالات متحده جهت تشکیل یک شرکت سرمایه‌گذاری مشترک تحت عنوان شرکت بریتیش امریکن توباکو لیمیتد با یکدیگر به توافق رسیدند، تشکیل شد. شرکت‌های مادر توافق کردند که در سرزمین‌های بومی یکدیگر تجارت نکنند و علائم تجاری، تجارت‌های وابسته به صادرات و شرکت‌های تابعهٔ خارج از کشور را به این شرکت سرمایه‌گذاری مشترک تازه‌تأسیس اختصاص دهند. جیمز بیوکنن دوک به ریاست این شرکت منصوب شد و فعالیت آن در کشورهای مختلفی نظیر کانادا، چین، آلمان، آفریقای جنوبی، نیوزیلند و آفریقای جنوبی آغاز شد. با این حال، شرکت بی‌ای‌تی در کشورهای بریتانیا و ایالات متحده فعالیتی نداشت.
شرکت دبلیو. دی؛ و اچ.او. ویلز، که یکی از شرکت‌های پیش‌ساز امپریال توباکو بود، کارخانه‌ای را در منطقهٔ پودانگ در چین در اختیار این شرکت قرار داد. میزان تولید کارخانهٔ بی‌ای‌تی در شانگهای، که تحت مدیریت جیمز آگوستوس توماس در استان راکینگهام کارولینای شمالی اداره می‌شد، تا سال ۱۹۱۹ به ۲۴۳ میلیون نخ در هفته رسیده‌بود. توماس همکاری نزدیکی با شرکت محلی تنباکوی وینگ تای وو داشت که پس از موفقیتش با نشان تجاری «روبی کویین» در تولید سیگار، به همکاری اصلی بی‌ای‌تی در چین تبدیل شد.
شرکت امریکن توباکو در سال ۱۹۱۱ سهم خود از این شرکت را فروخت. امپریال توباکو به‌تدریج میزان سهم خود از این شرکت را کاهش داد، اما تا پیش از سال ۱۹۸۰، که باقی سرمایهٔ خود را از بی‌ای‌تی خارج کرد، همچنان از جملهٔ سهامداران این شرکت بود.
بی‌ای‌تی در دوران اوج خود در سال ۱۹۳۷ مجموعاً ۵۵ میلیارد نخ سیگار را در چین تولید کرد و به‌فروش رساند. دارایی‌های این شرکت در چین در پی وقوع جنگ ۱۹۳۷، در سال ۱۹۴۱ مصادره شدند. در سال ۱۹۴۹ و به‌دنبال بنیان‌گذاری و تشکیل جمهوری خلق چین، شرکت بی‌ای‌تی از این کشور اخراج شد.
در سال ۱۹۷۶ شرکت‌های این گروه در قالب یک شرکت هلدینگ جدید با نام صنایع بی.ای.تی. (به انگلیسی: B.A.T. Industries) دوباره سازماندهی شدند. شرکت امریکن توباکو، که پیش‌تر شرکت مادر بی‌ای‌تی بود، در سال ۱۹۹۴ به مالکیت بی‌ای‌تی درآمد. با تصاحب شرکت امریکن توباکو، نشان‌های تجاری لاکی استرایک و پال مال نیز به مجموعه نشان‌های تجاری بی‌ای‌تی اضافه شدند.
این شرکت در سال ۱۹۹۹ با شرکت روتمنز اینترنشنال ادغام شد و در پی این ادغام، بخشی از سهام یک کارخانه در برمه را نیز از آن خود کرد. این موضوع باعث شد تا بی‌ای‌تی از سوی گروه‌های حقوق بشری مورد انتقاد قرار بگیرد. بی‌ای‌تی در ۶ نوامبر ۲۰۰۳ پس از دریافت یک «درخواست استثنایی» از سوی دولت بریتانیا، سهم خود از این کارخانه را به فروش رساند.

### ۲۰۰۰ تاکنون
در سال ۲۰۰۲، شرکت بی‌ای‌تی در دادخواستی با موضوع حق فروش سیگار در پادشاهی متحد تحت نام تجاری مارلبرو مغلوب شد. شرکت روتمنز که پیش از این مجوز استفاده از این نام تجاری را از فیلیپ موریس خریداری کرده‌بود، به مالکیت بی‌ای‌تی درآمده‌بود. وکلای فیلیپ موریس، برای پروندهٔ اعمال تغییرات عمده در مالکیت شرکت، به ماده‌ای از قانون مبنی بر خروج فوری از تملک استناد کرده‌بودند.
بی‌ای‌تی در سال ۲۰۰۳ مالکیت شرکت دخانیات ایتالیا (به ایتالیایی: Ente Tabacchi Italiani) (ETI)، شرکت تنباکوی دولتی ایتالیا را از آن خود کرد. این تملک مهم می‌توانست بی‌ای‌تی را به جایگاه دوم در ایتالیا، که دومین بازار بزرگ تنباکو در اتحادیهٔ اروپا بود، برساند. مقیاس این فعالیت توسعه‌یافته به‌حدی بود که می‌توانست فرصت‌های قابل توجهی را برای رقابت و رشد نشان‌های تجاری داخلی شرکت دخانیات ایتالیا و نشان‌های تجاری بین‌المللی بی‌ای‌تی فراهم کند.
در اوت ۲۰۰۳ شرکت بی‌ای‌تی ۶۷٫۸٪ از سهام شرکت تنباکوی صربستان با نام صنعت تنباکوی ویرانج (DIV) را خریداری کرد که امکان تولید محلی نشان‌های تجاری خود و در نتیجه رهایی از تعرفه‌های گمرکی واردات را برای آن فراهم می‌کرد. با توجه به شکل‌گیری توافقنامه‌های تجارت آزاد توسط کشورهای همسایه در جنوب شرقی اروپا، بی‌ای‌تی در طولانی مدت بر روی فرصت‌های صادرات از صربستان برنامه‌ریزی می‌کند.
در ژوئیهٔ ۲۰۰۴ واحد تجاری بریتیش امریکن توباکو در ایالات متحده (براون و ویلیامسون) با شرکت تنباکوی آر.جی. رینولدز تحت نام آر.جی. رینولدز ترکیب شد. تا پیش از ترکیب‌شدن این دو شرکت، آر.جی. رینولدز و براون و ویلیامسون بی‌ترتیب دومین و سومین شرکت بزرگ تنباکو در ایالات متحده آمریکا بودند. پس از ترکیب این دو شرکت، آر.جی. رینولدز به یکی از شرکت‌های تابعهٔ رینولدز امریکن تبدیل شد که ۴۲٪ از سهام آن در اختیار بی‌ای‌تی قرار داشت. بی‌ای‌تی تنها کارخانهٔ تولید باقی‌ماندهٔ خود در بریتانیا در ساوت‌همپتون را در ژانویه ۲۰۰۷ تعطیل کرد و این موضوع منجر به از دست رفتن بیش از ۶۰۰ موقعیت شغلی شد. با این حال، انجام عملیات جهانی تحقیق و توسعه و برخی فعالیت‌های مالی این شرکت همچنان در این مجموعه ادامه دارند.
پس از آن و در سال ۲۰۰۸ شرکت بی‌ای‌تی شرکت تکل، که یک شرکت دولتی تولیدکنندهٔ سیگار در ترکیه است را نیز به مالکیت خود درآورد و پس از آن نیز در ژوئیهٔ ۲۰۰۸ عملیات تولید سیگار و اسنوس توسط گروه تنباکوی اسکاندیناوی را تصاحب کرد.
در سال ۲۰۰۹، ۶۰٪ از مالکیت گروه بنتوئل اندونزی توسط بی‌ای‌تی خریداری شد و یک سال پس از آن نیز میزان سهام بی‌ای‌تی در این شرکت به ۱۰۰٪ افزایش یافت.
مالکیت شرکت تولید دخانیات کلمبیا (پروتاباکو) در مهٔ ۲۰۱۱ و نشان‌های تجاری و کارخانهٔ شرکت تنباکوی کرواسی (‎TDR d.o.o.‎) در کانفانار در اکتبر ۲۰۱۵ توسط بریتیش امریکن توباکو خریداری شد.
در اکتبر ۲۰۱۶ شرکت بی‌ای‌تی پیشنهاد داد که باقی ۵۷٫۸ درصد از سهام شرکت رینولدز امریکن ایالات متحده و نشان‌های تجاری آن شامل نیوپورت، لاکی استرایک و پال مال را به مبلغ ۴۷ میلیارد دلا خریداری کند که می‌توانست به شکل‌گیری بزرگ‌ترین شرکت تنباکوی فهرست‌شده در بورس منجر شود. در ژانویه ۲۰۱۷، رینولدز پس از افزایش مبلغ قرارداد به ۴۹٫۴ میلیارد دلار، با این پیشنهاد موافقت کرد. این توافقنامه در نهایت در ژوئیهٔ ۲۰۱۷ تکمیل شد.
شرکت بی‌ای‌تی در آوریل ۲۰۱۷ اعلام کرد که مالکیت شماری از نشان‌های تجاری سیگار بلغارستان را به مبلغ بیش از ۱۰۰ میلیون یورو از شرکت هلدینگ بولگارتاباک خریداری کرده‌است.

## حمایت مالی
بی‌ای‌تی در طول سالیان راه‌های بسیاری را برای به‌نمایش گذاشتن نشان‌های تجاری خود پیش گرفته‌است. شرکت آی‌تی‌سی لیمیتد، که بخش کوچکی از سهام آن متعلق به بی‌ای‌تی است، در سال ۱۹۹۶ طی تمهیداتی موفق شد تا حمایت مالی جام جهانی کریکت را بر عهده بگیرد. جام جهانی کریکت در آن سال تحت عنوان «جام جهانی ویلز» برگزار شد که به‌موجب آن برند سیگار ویلز در کشور هند، که طرفداران جوان کریکت در آن جزو بازار هدف اصلی این نشان تجاری محسوب می‌شدند، در سطح بالایی به شهرت رسید.
شرکت بی‌ای‌تی همچنین حمایت مالی ارکستر سمفونیک لندن را نیز بر عهده دارد.

### ورزش‌های موتوری

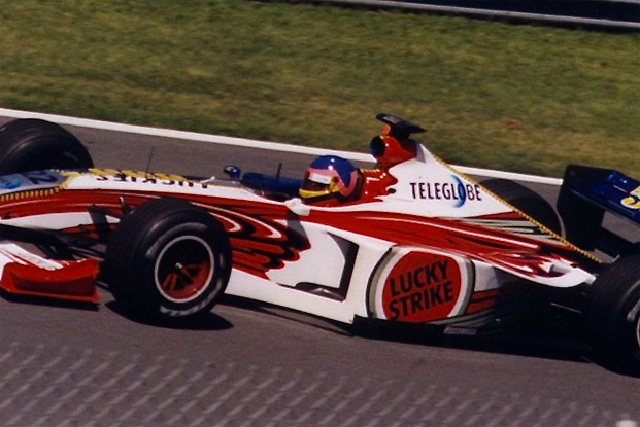
ژاک ویلنوو در حال رانندگی برای تیم بی‌ای‌آر در جایزه بزرگ کانادا ۱۹۹۹.

بی‌ای‌تی با خریداری تیم فرمول یک تایرل در سال ۱۹۹۷ به مبلغ حدودی ۳۰ میلیون پوند، میزان حضور خود در این ورزش را به سطح جدیدی رساند. این تیم در فصل ۱۹۹۸ تحت عنوان تایرل در مسابقات شرکت کرد و سپس نام آن به بریتیش امریکن ریسینگ (BAR) تغییر یافت.
در سال ۲۰۰۵، طبق بخشنامه‌ای که از سوی اتحادیهٔ اروپا ابلاغ شد، دولت‌های ملی ملزم شدند تا جهت جلوگیری از حمایت مالی از سوی شرکت‌های دخانیات، قوانینی را وضع کنند. تیم بی‌ای‌آر که در سال ۲۰۰۴ اعلام کرده‌بود شرکت هوندا، همکار این تیم در زمینهٔ فناوری، ۴۵٪ از سهام تیم را خریداری کرده، در سپتامبر ۲۰۰۵ نیز اعلام کرد که هوندا قصد دارد ۵۵٪ سهام باقی‌مانده را نیز خریداری کند. این تیم در فصل ۲۰۰۶ تحت عنوان تیم فرمول یک هوندا ریسینگ در مسابقات حضور یافت. این فصل، آخرین فصلی حضور برند لاکی استرایک به‌عنوان حامی مالی در مسابقات فرمول یک بود. این تیم برای فصل ۲۰۰۶ به «تیم هوندا اف۱ ریسینگ» تغییر نام داد و تبلیغات شرکت بی‌ای‌تی نیز در چند مسابقه توسط این تیم انجام گرفت. تمام روابط میان این دو شرکت برای فصل ۲۰۰۷ قطع شد.
در فصل ۲۰۱۹، تیم مک‌لارن یک قرارداد چند ساله را با شرکت بریتیش امریکن توباکو منعقد کرد. اعلام مک‌لارن مبنی بر شروع یک «همکاری جهانی» با شرکت بی‌ای‌تی، برای نخستین بار پس از آنکه هوندا جانشین بی‌ای‌آر شده‌بود، این شرکت را دوباره به مسابقات فرمول یک بازگرداند.